# Lambrusco montericco
Le Lambrusco montericco  est un cépage italien de raisins noirs et fait partie de la large famille des Lambrusco.

## Origine et répartition géographique
Le cépage Lambrusco montericco provient probablement de la région d'Émilie-Romagne. Montericco est une frazione de la commune d'Albinea.
Il est classé cépage d'appoint en DOC Colli di Scandiano e di Canossa Lambrusco Montericco rosato, Colli di Scandiano e di Canossa Lambrusco Montericco rosato frizzante, Colli di Scandiano e di Canossa Lambrusco Montericco rosso, Colli di Scandiano e di Canossa Lambrusco Montericco rosso frizzante, Lambrusco Reggiano, Reggiano Lambrusco novello,  Reggiano Lambrusco rosato,  Reggiano Lambrusco rosso et Reggiano bianco spumante.
Il est classé recommandé ou autorisé dans la Province de Reggio d'Émilie. En 1998, sa culture couvrait une superficie de 378 ha.

## Caractères ampélographiques
- Extrémité du jeune rameau aranéeux.
- Jeunes feuilles aranéeuses, vert jaunâtre.
- Feuilles adultes, à 5 lobes avec des sinus supérieurs en ellipse à fonds aigus, un sinus pétiolaire en U très largement ouvert, des dents ogivales, étroites, un limbe glabre.

## Aptitudes culturales
La maturité est de quatrième époque : 40 - 45 jours après le chasselas.

## Potentiel technologique
Les grappes sont grandes et les baies sont de taille moyenne. La grappe est pyramidale, ailée et lâche ou moyennement compacte. Le cépage est de bonne vigueur et d'une production abondante. Le lambrusco montericco est sensible au millerandage.
Les vins sont de couleur rouge rubis intense. Les vins frais ont peu de corps.

## Synonymes
Le lambrusco montericco est connu sous les noms de lambrusco selvatica ou selvatica.